# Дейвид Хауарт
Дейвид Хауарт (на английски: David Howarth) е английски военноморски офицер, историк и писател на произведения в жанра исторически роман.

## Биография и творчество
Дейвид Армин Хауарт е роден на 28 юли 1912 г. в Лондон, Англия. Завършва история в Кеймбриджкия университет. В началото на Втората световна война става военен кореспондент на радио Би Би Си. След падането на Франция и „Операция Динамо“ влиза в Кралския военноморския флот. Работи към Управлението за специални операции. Съдейства за създаването на нелегалния трафик по маршрута между Шетландските острови и окупирана Норвегия, наречен „Shetland Bus“. Работи в т.нар. „Лунна къща“ в Луна Нес на Шетландските острови, която е първата база на операцията. Става заместник ръководител на командването на Военноморската база на Шетландските острови. За заслугите си в шпионските операции срещу германската окупация на Норвегия е удостоен с отличието Кръст на свободата на Норвегия и званието Рицар 1 клас на ордена на Свети Олав.
На 28 декември 1944 г. се жени за Нанет Смит. Живеят след войната в Скалоуей, Шетландските острови.
След Втората световна война започва да пише книги за военноморската история, включително и мемоари за работата си към „Shetland Bus“.
Книгата му „Shetland Bus“ е екранизирана през 1954 г. в норвежкия филм „Shetlandsgjengen“, а романът му „We Die Alone“ през 1957 г. в норвежкия филм „Ni liv“.
Дейвид Хауарт умира на 2 юли 1991 г. в Чичестър. Прахът му е разпръснат в морето близо до Лунната къща.

## Произведения
- The Sledge Patrol: One of the Greatest Adventure Stories of World War II (1951)
- The Shetland Bus: A WWII Epic of Escape, Survival, and Adventure (1951) – публикуван и като „Across to Norway“ (1952)
- Thieves' Hole (1954)
- We Die Alone: A WWII Epic of Escape and Endurance (1955)
- Dawn of D Day (1959)
- The Shadow of the Dam (1961)
- The Desert King: A Life Of Ibn Saud (1964)
- Panama (1966)
- Waterloo: A Near Run Thing (1968) – публикуван и като „Waterloo: Day of Battle“
- Trafalgar: The Nelson Touch (1969)
- Sovereign of the Seas (1974))
- The Greek Adventure (1976)
- 1066: The Year of the Conquest (1977)
- The Dreadnoughts (1979)
- The Men-of-War (1978)
- The Voyage of the Armada (1981)
Великата армада, изд.: „Георги Бакалов“, Варна (1986), прев. Лидия Шведова
- Tahiti a Paradise Lost (1983)
- Nelson: The Immortal Memory (1988) – със Стивън Хауарт

### Екранизации
- 1954 Shetlandsgjengen (Suicide Mission) – по романа „The Shetland Bus“, сценарий
- 1957 Ni liv – по романа „We Die Alone“